# David di Donatello 1974
La 19a edició dels premis David di Donatello, concedits per l'Acadèmia del Cinema Italià va tenir lloc el 20 de juliol de 1974 al Teatre grecoromà de Taormina. El premi consistia en una estatueta dissenyada per Bulgari.

## Guanyadors

### Millor pel·lícula
- Amarcord, dirigida per Federico Fellini (ex aequo)
- Pane e cioccolata, dirigida per Franco Brusati (ex aequo)

### Millor director
- Federico Fellini - Amarcord

### Millor actriu
- Sophia Loren - Il viaggio
- Monica Vitti - Polvere di stelle

### Millor actor
- Nino Manfredi - Pane e cioccolata

### Millor actriu estrangera
- Barbra Streisand - Tal com érem (The Way We Were) (ex aequo)
- Tatum O'Neal - Lluna de paper (Paper Moon) (ex aequo)

### Millor actor estranger
- Robert Redford - El cop (The Sting) (ex aequo)
- Al Pacino - Serpico (Serpico) (ex aequo)

### Millor director estranger
- Ingmar Bergman – Crits i murmuris (Viskningar och rop)

### Millor pel·lícula estrangera
- Jesucrist superstar (Jesus Christ Superstar), dirigida per Norman Jewison

### David Europeu
- Franco Brusati per la pel·lícula Pane e cioccolata

### David especial
- Liv Ullmann, Ingrid Thulin, Harriet Andersson i Kari Sylwan, per llurs interpretacions a Crits i murmuris
- Françoise Fabian i Lino Ventura, per llur interpretacions a La Bonne Année
- Burt Lancaster, a la carrera.
- Turi Ferro, a la carrera.
- Adriana Asti, per la seva versatilitat en les seves interpretacions
- Goffredo Lombardo, per celebrar el 70è aniversari de la Titanus
- Silvio Clementelli, per la seva contribució al cinema com a productor
- Mario Pesucci, per la seva contribució al cinema com a distribuïdor